# Historie zápasu v Česku
Zápas v českých zemích má letitou tradici. Existuje řada historických pramenů dokládající, že zápas patřil k oblíbeným kratochvílím již ve středověku, a to nejen mezi lidem prostým, ale i mezi urozenými pány. Velkým propagátorem zápasu byl také Miroslav Tyrš, i když nedlouho po jeho smrti přišel u Sokolů zápas v nemilost. Za zrod organizovaného zápasu v českých zemích je obecně považován rok 1895, kdy Fridolín Hoyer s Josefem Balejem založili Klub atletů Žižkov, první klub zaměřený na těžkou atletiku.
Své jméno si český zápas vydobyl již před vznikem samostatného Československa, největší úspěchy jsou pak spojeny právě s obdobím Československa. Českoslovenští zápasníci vybojovali 15 olympijských medailí a řadu předních umístění. Zápas se tak stal třetím nejúspěšnějším olympijským sportem. Na tomto úspěchu měli samozřejmě podíl i slovenští zápasníci. 
Zápas samozřejmě neměl jen příznivce. Jedním z těch, kdo doporučoval zápas zakázat, byl i Jan Ámos Komenský. Vycházel při tom z obav o lidské zdraví a ze stejného důvodu doporučoval zakázat též šerm či plavání. Negativně se však vyjadřoval k tzv. „tvrdému zápasu“, zápas v umírněné podobě naopak podporoval.

## Kořeny zápasu v Čechách
Kořeny zápasu na českém území sahají hluboko do minulosti. Zápas byl nezbytnou součásti výchovy budoucích rytířů. Veškeré vědomosti o zápase zanikli s rytířstvím jako takových. Neuchoval asi ani jako součást folklóru. Malé vodítko o způsobu boje lze nalézt v samotném slově zápas. Ve Švýcarsku se podařilo zachovat tradiční zápas zvaný Schwingen, kde se dva soupeři drží za pas snažíc jeden druhého povalit na zem. Slovo zápas tak s velkou pravděpodobností vzniklo ze způsobu boje za pas.

## Zápas před vznikem samostatného Československa
Za prvního novodobého průkopníka zápasu v českých zemích lze považovat Adolfa Hájka. Ten se o zápase zmiňuje ve svém deníku, který se zachoval do dnešních časů, a to záznamem z 23. ledna 1847. Z Hájkových zápisků lze usuzovat, že zápas byl v Čechách pěstován již v první polovině 19. století. V té době ještě zejména jako součást cirkusových představení. Hájek ve svém deníku zároveň vyslovuje naději, že zápas vzbudí mezi lidmi všeobecný zájem a dojde k jeho rozšíření. Z toho by se dalo usuzovat na to, že zápas byl pěstován i v českoněmeckém Akademickém spolku (Akademický spolek – Akademischer Turnverein), jehož byl zakladatelem.
Také dr. Miroslav Tyrš se zápasu hojně věnoval - považoval ho za vůbec nejvšestrannější sport, protože se v něm spojují všechny prvky tělesné zdatnosti (síla, obratnost, vytrvalost) na všech částech těla zároveň. Podrobně jej proto popisuje ve své stěžejní knize Základové tělocviku (1869), kde uvádí i příklady chvatů a základní techniky. V jiné publikaci Tělocvičné názvosloví (1862) uvedl první ucelené názvosloví týkající se zápasu. Existují rovněž záznamy o Tyršově utkání s Janem Grossem a důkazem popularity zápasu v rámci Sokola jsou i četné dobové ilustrace. Zápas měl být také zařazen do programu I. Sokolského sletu, ten byl ale zakázán.

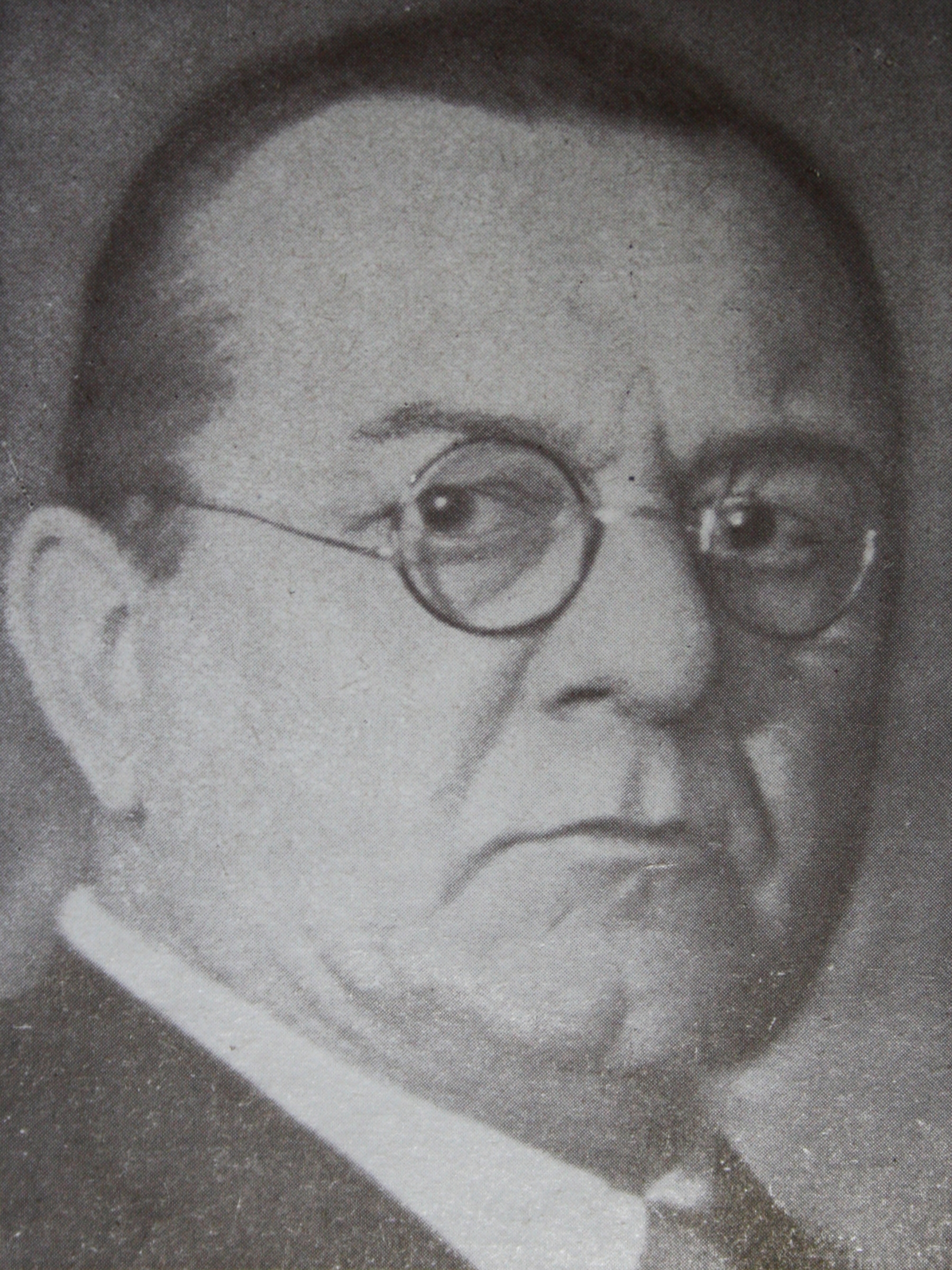
Fridolín Hoyer

Později se ale zápas ocitl u Sokolů v nemilosti a od 90. let 19. století se vyvíjel, společně se vzpíráním, izolovaně. Za zrod organizovaného zápasu v Čechách je všeobecně považován rok 1895, kdy byl založen Fridolínem Hoyerem a Josefem Balejem Klub atletů Žižkov, záhy se k nim přidává ještě Antonín Bína. Oba prvně jmenovaní začínali s těžkou atletikou v Sokole Žižkov, odkud byli se svým náčiním v roce 1891 vyhozeni. Samotnému založení Klubu atletů Žižkov předcházel ještě těžkoatletický kroužek, provozovaný od roku 1893. Klub sice, díky nevydařené organizaci mezinárodního turnaje v Schumannově cirkusu Na Smetance v Praze na Vinohradech, zanikl již dva roky po založení, ovšem jeho organizátoři se nevzdali a ještě ve stejném roce založili dva nové kluby K.A. Žižka Praha (Bína s Hojerem) a A.K. Bivoj Žižkov (Balej). Ve stejném roce vzniká, taktéž na Žižkově, ještě třetí klub a to A.K. Ctirad. Na počátku 20. století došlo k rehabilitaci zápasu v rámci Sokola a objevila se další střediska zápasu jako Plzeň, Brno, Pardubice a další. Odpovědní lidé začali také usilovat o spojení oddílů do vyšších celků.
V roce 1897 byla založena Česká atletická amatérská unie, v rámci které působila sekce těžké atletiky. 4. prosince 1903 odešla z ČAAU řada sportovců, vedena jejím tehdejším předsedou Františkem Malým. Ti zakládají konkurenční Český atletický svaz pro Království České. V roce 1910 přichází jeden z nejúspěšnějších klubů K.A. Žižka Praha s návrhem reorganizace stávajícího stavu. Podle návrhu měla ČAAU organizovat lehkou a ČAS těžkou atletiku. Zároveň bylo navrženo přejmenování ČASu na Ústřední svaz těžké atletiky. Z návrhu se ujalo pouze vytvoření Ústředního svazu těžké atletiky a to vyčleněním těžkoatletické sekce ČAAU. Ke sloučení s ČAS však nedošlo a tak dualita ve vedení těžké atletiky přetrvala až do roku 1920, kdy byl vytvořen jednotný Československý svaz těžké atletiky pod vedením arch. Rudolfa Schindlera .

## Československo před druhou světovou válkou
V roce 1922 se ČSTA stal členem nově utvořené Mezinárodní amatérské federace zápasu (IAWF). Členem té vůbec první mezinárodní federaci byli Češi již od jejího vzniku v roce 1912 (ustavující kongres v Berlíně 1913) a jako jediní spolu s šermíři mohli vystupovat samostatně pod českým praporem a ne v rámci rakouské výpravy. Za první republiky zaznamenal zápas v Československu nebývalý rozkvět. Důkazem čehož jsou olympijské medaile Maudra, Urbana, Herdy a Klapucha. 
Úspěch zaznamenali zápasníci i na tzv. Pershingově olympiádě v r. 1919, kde nás reprezentovali Beránek, Balej, Halík, Dostál a Kopřiva. 
Svaz sdružoval v roce 1930 župy Pražskou, Západočeskou, Severočeskou, Moravsko-slezskou, Slovenskou a v roce 1928 uzavřel smlouvu o spolupráci i s Deutscher Hauptverband für der Schwerathletik in der ČSR, který sdružoval oddíly ze Sudet. V témže roce zápasilo jen v Praze ligovou soutěž 27 mužstev ve 3 skupinách. 
Vrcholem jeho činnosti v tomto období bylo v roce 1931 uspořádání Mistrovství Evropy v zápase řecko-římském. Toto mistrovství skončilo sice velkou finanční ztrátou, nicméně bylo ze strany mezinárodní federace i účastníků velmi kladně hodnoceno.

## Protektorát Čechy a Morava
Svaz se i v tomto nelehkém období snažil i nadále vyvíjet aktivitu. V  roce 1939 bylo evidováno 39 klubů. V roce se Mistrovství Čech a Moravy zúčastnilo 125 borců.

## Československo po druhé světové válce
V roce 1945 v rámci Československého svazu těžké atletiky zřízena komise pro znovuutvoření celostátního svazu zápasu. Utvořen pak byl 22. července 1946 a jeho předsedou byl zvolen Václav Zvěřina. V roce 1946 se také koná první poválečné mistrovství republiky v řecko-římském zápase. V roce 1947 se v pražské Lucerně uskutečnilo mistrovství Evropy v zápase řecko-římském, kde z československých zápasníků vybojoval bronzovou medaili František Kotrbatý. V roce 1950 se koná první poválečné mistrovství republiky v zápase ve volném stylu. V roce 1957 se zápas začal organizovat v rámci ČSTV, prvním předsedou sekce zápasu byl Eduard Trnka. Ve světě si stále větší oblibu získává zápas ve volném stylu a tak přichází rozhodnutí začít se i v Československu na tento styl specializovat. Z tohoto důvodu byl v roce 1957 pozván sovětský volnostylařský trenér Michal Morozov, který vedl školení asi dvacítky nejlepších československých trenérů a reprezentantů. V roce 1961 se pak českoslovenští reprezentanti poprvé účastnili mistrovství světa.
Okolo roku 1950 začínají být organizovány, finančně bohatě dotované, Sportovní hry dělnické mládeže (později Sportovní hry mládeže). Ty dokázaly nejen k zápasu přilákat velké množství mladých zájemců. Již v roce 1952 se tak střetávalo na žíněnkách více než 14 000 chlapců.

## Česká republika
V roce 1993 byl vytvořen samostatný Svaz zápasu České republiky a jeho předsedou se stal Vítězslav Mácha. V říjnu roku 1995 se v Praze uskutečnilo mistrovství světa v zápase řecko-římském. K této příležitosti vydala Česká pošta známku v nominální hodnotě 3 Kč.

## Ženský zápas
Dlouhou dobu se jednalo o výhradně mužský sport, přesto se čas od času na zápasnických žíněnkách objevovaly i ženy. První zaznamenaný zápas žen proběhl v roce 1921 v pražské Lucerně a jeho vítězkou se stala Anči Hrdinková.
Pravidelně organizované turnaje a tréninky žen se však objevují až v 80. letech 20. století. V roce 1988 vzniká v Brně kroužek dívčího zápasu pod vedením Ludvíka Suchého a Vlastimila Hubáčka. V roce 1991 se v Brně konalo neoficiální mistrovství ČSFR žen a o rok později již první regulérní. V tomto roce také vybojovala Dana Durecová první úspěch na mezinárodním poli, když na mistrovství Evropy obsadila 4. místo. V roce 2019 vybojovala stříbrnou medaili na Mistrovství Evropy žen Adéla Hanzlíčková. 